# International Tennis Championships 1997
L'International Tennis Championships 1997 è stato un torneo di tennis giocato su Terra Har-Tru. È stata la 5ª edizione dell'International Tennis Championships, che fa parte della categoria ATP World Series nell'ambito dell'ATP Tour 1997. Si è giocato a Coral Springs in Florida, dal 5 maggio al 12 maggio 1997.

## Campioni

### Singolare
Jason Stoltenberg ha battuto in finale  Jonas Björkman con il punteggio di 6–0, 2–6, 7–5

### Doppio
Dave Randall /  Greg Van Emburgh hanno battuto in finale  Luke Jensen /  Murphy Jensen con il punteggio di 6–7, 6–2, 7–6